# زردزخم
≠

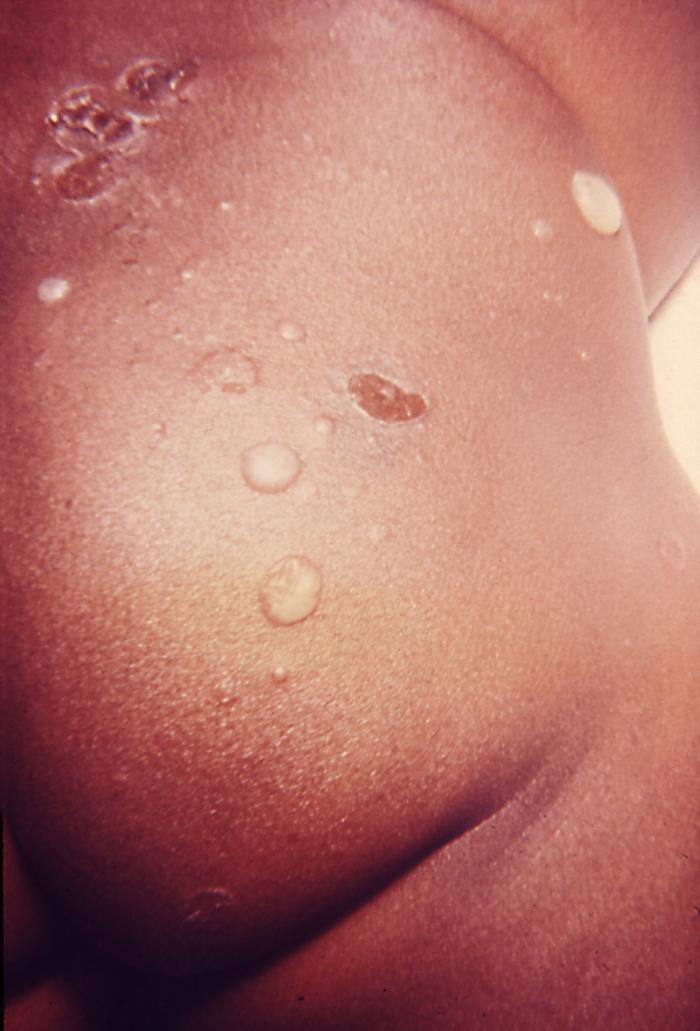
زردزخم تاولی

زردزخم از بیماری‌های پوستی حاد و میکروبی است که نوع شایع آن به صورت تاول‌های چرکی بسیار واگیر به‌خصوص در کودکان است و به راحتی از طریق تماس با پوست آلوده، استفاده از اشیاء، لباس و ملحفه مشترک به دیگران منتقل می‌شود.
زَردزَخم به صورت عفونت سطحی پوست و به صورت تاولی و غیر تاولی ایجاد می‌شود. عامل آن اغلب استافیلوکوکوس اورئوس و گاه استرپتوکوک پیوژنز است.
زردزخم به راحتی از طریق لمس گسترش می‌یابد و می‌تواند به بخش‌های سالم بدن و هر چیزی که توسط شخص بیمار لمس شده، منتقل شود.

## عوامل خطر بیماری زرد زخم
- کودکان ۲–۱۰ سال و شیرخواران بیشترین گروه سنی در معرض خطر می‌باشند. علت این امر عدم تکامل رشد سیستم ایمنی در کودکان می‌باشد.[۳]
- تماس مستقیم با فرد آلوده یا لوازم شخصی وی
- محیط‌های شلوغ
- هوای گرم و مرطوب: زرد زخم در تابستان شایعتر است.
- شرکت در ورزش‌هایی که تماس پوست به پوست در آن‌ها وجود دارد، نظیر فوتبال و کشتی.
- داشتن التهاب پوستی مزمن نظیر درماتیت آلرژیک.
- بیماری‌های تضعیف‌کننده سیستم ایمنی در دیابت.

## علائم
به‌طور معمول یک فرد مبتلا به زردزخم، شروع علائم را در عرض ۱ تا ۳ روز بعد از وارد شدن عفونت به پوستش، تجربه می‌کند. اولین نشانه زردزخم، جوش‌های قرمز است که معمولاً بر روی صورت، بازوها یا ساق پا واقع شده‌اند.
- زردزخم غیرتاولی معمولاً باعث ایجاد جوش و خارش در روی پوست می‌شود. در ابتدا این جوش‌ها بسیار کوچک و قرمزرنگ هستند. عفونت به شکل تاول‌های کوچک پر از مایع یا ضایعاتی پر از چرک گسترش می‌یابد. پس از گذشت چند روز، تاول‌ها و جوش‌ها پاره و چرک و مایعات آن‌ها خارج می‌شود. سپس یک پوسته زردرنگ تشکیل می‌شود.
- زردزخم تاولی، تاول‌ها و جوش‌های پر از مایع بزرگ‌تری دارد و مانند زردزخم غیرتاولی دارای پوسته زردرنگ است. این نوع زردزخم اغلب نواحی از بدن که با لباس پوشانده شده است را تحت تأثیر قرار می‌دهد.
- زردزخم اکتیما شدیدترین نوع زردزخم است و دارای زخم‌های عمیقی است که به لایه درم پوست گسترش یافته است. این نوع زردزخم نیز مانند انواع دیگر دارای پوسته زردرنگ است.

## پیشگیری
بهترین راه برای جلوگیری از زردزخم، اجتناب از تماس با افراد بیمار و اشیاء آلوده است. شستن دست‌ها در کاهش گسترش عفونت بسیار مؤثر است. لازم است ذکر شود که این عفونت تنها در زمان‌هایی وارد پوست می‌شود که یک شکاف یا برش روی پوست وجود داشته باشد؛ بنابراین باید به کودکان آموزش داد که از خاراندن پوست و زخم کردن آن خودداری و ناخن‌های خود را همیشه کوتاه کنند.

## درمان
موارد زیر را رعایت کنید:
- زردزخم را با پارچه یا باند بپوشانید.
- لباس‌ها، حوله و ملحفه را با آب گرم بشویید و آن‌ها را در یک محل با درجه حرارت بالا خشک کنید.
- به مدت ۲۴ تا ۴۸ ساعت پس از شروع مصرف آنتی‌بیوتیک، کودک را در خانه نگه دارید و او را به مدرسه و مهدکودک نبرید. (برای جلوگیری از انتقال به کودکان دیگر)

### درمان با آنتی‌بیوتیک
درمان موارد خفیف با آنتی‌بیوتیک موضعی مانند پماد موپیروسین است که می‌بایست صبح و شب روی محل استفاده شود. عفونت‌های شدیدتر نیاز به آنتی‌بیوتیک خوراکی مانند سفالکسین و دی‌کلوگزاسیلین دارند. ممکن است درمان تا دو هفته طول بکشد.
در صورت بروز حساسیت به پزشک اطلاع دهید. بعد از ۴۸ ساعت استفاده از آنتی‌بیوتیک، شخص مبتلا به زرد زخم دیگر واگیر نیست.
درمان خانگی توصیه نمی‌شود.